# Haus Neuerburg (Gebäude)

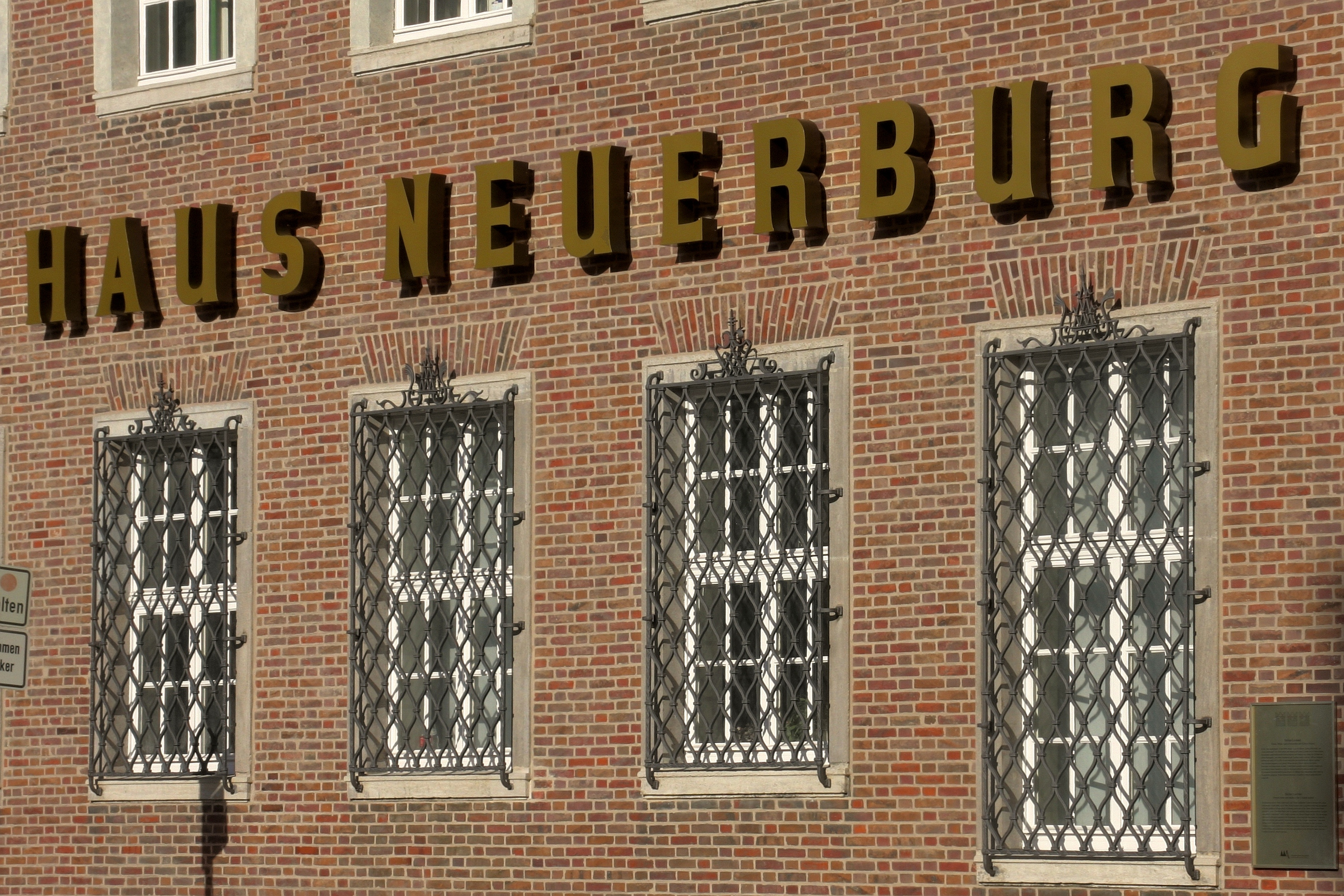
Schriftzug, 2011

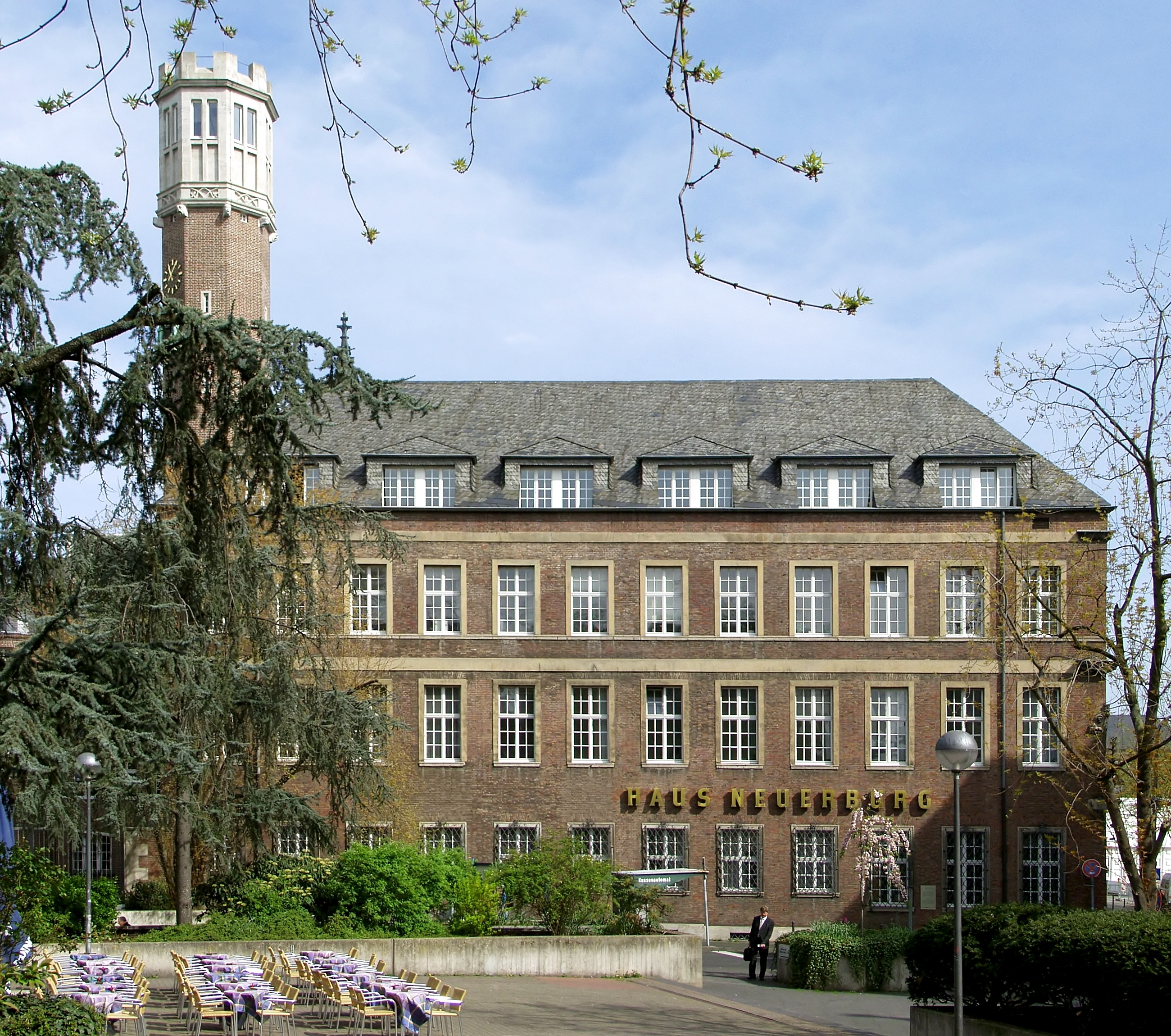
Haus Neuerburg, 2008

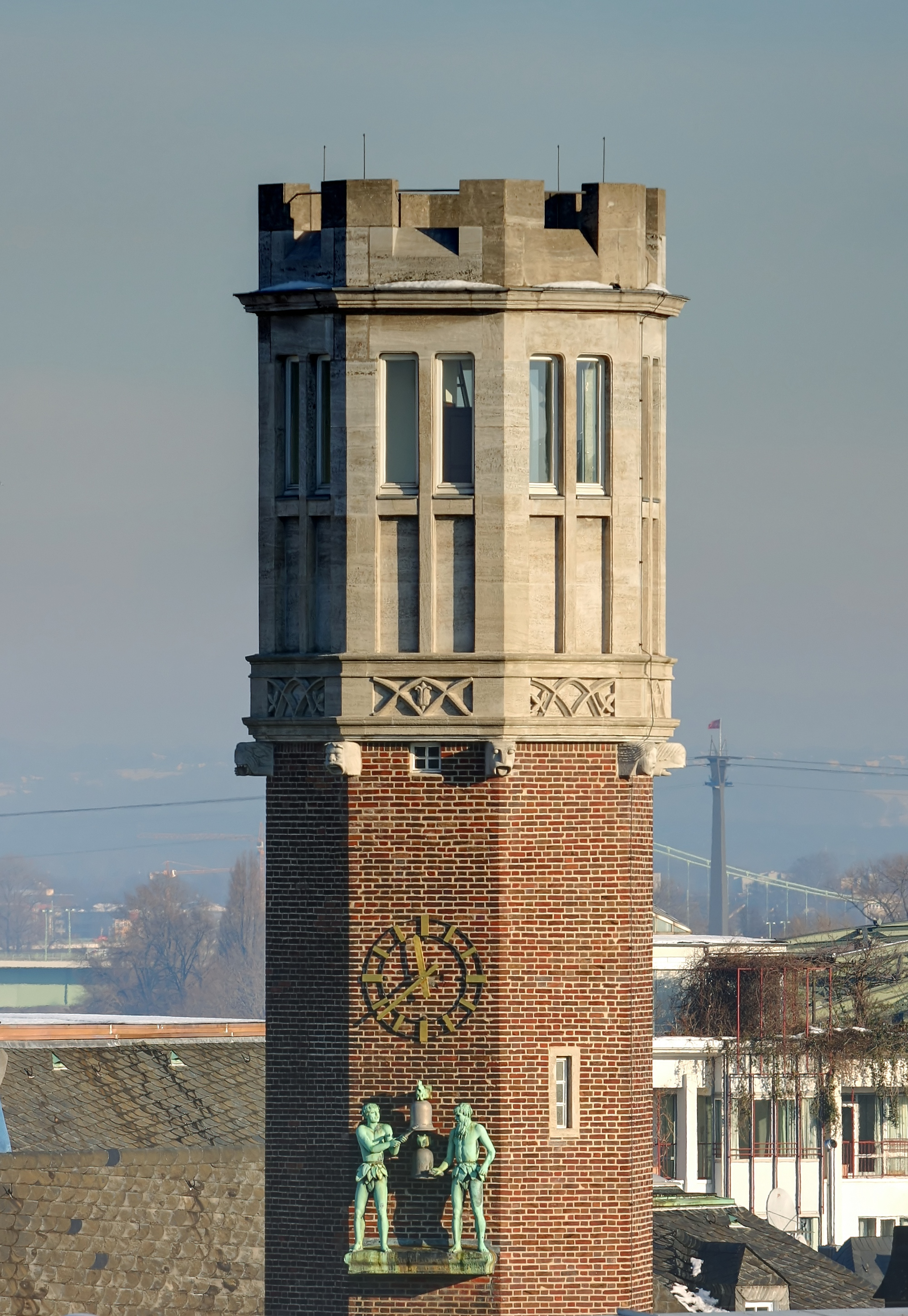
Turmspitze, 2010

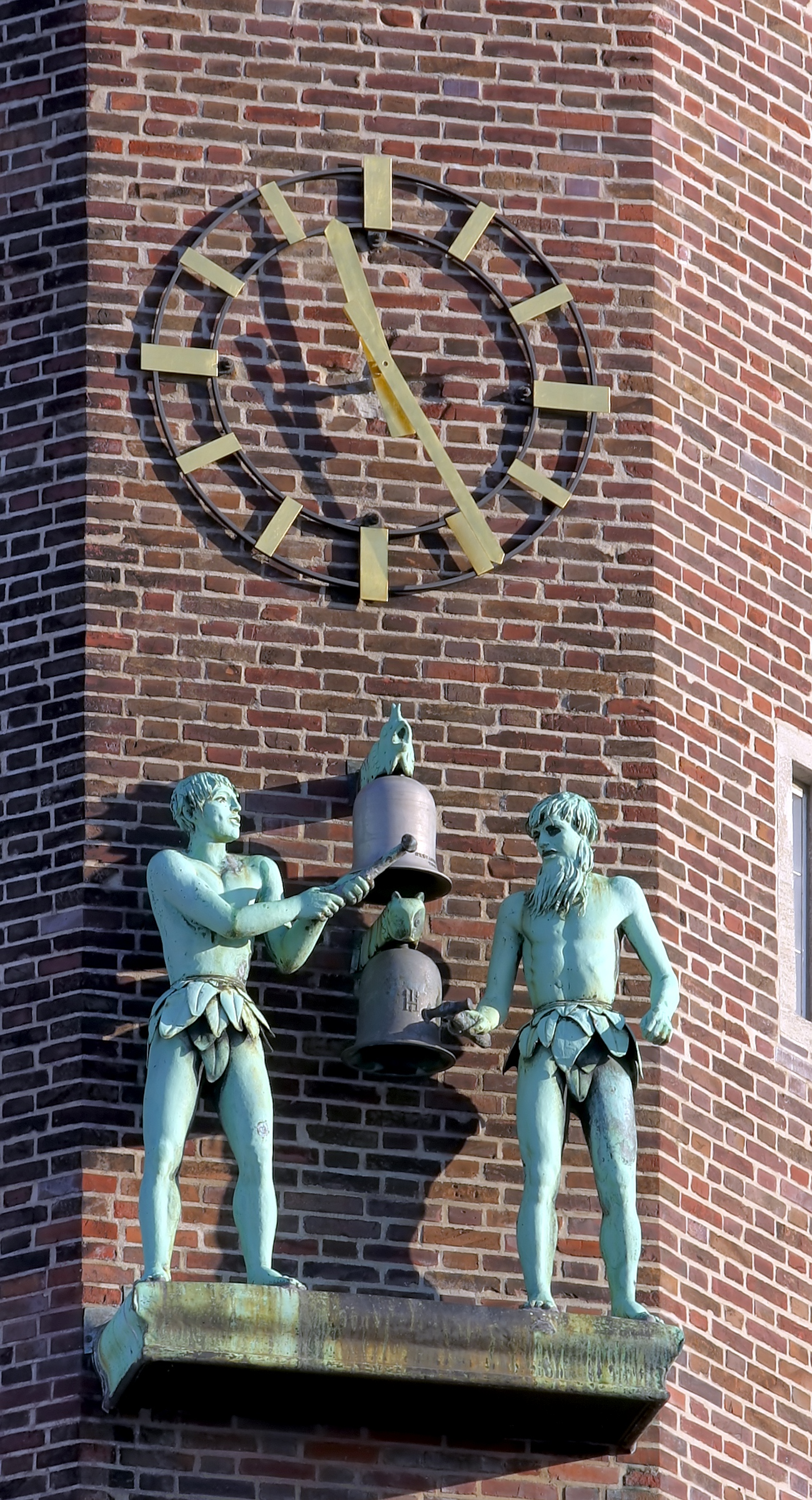
Turmdetail, 2010

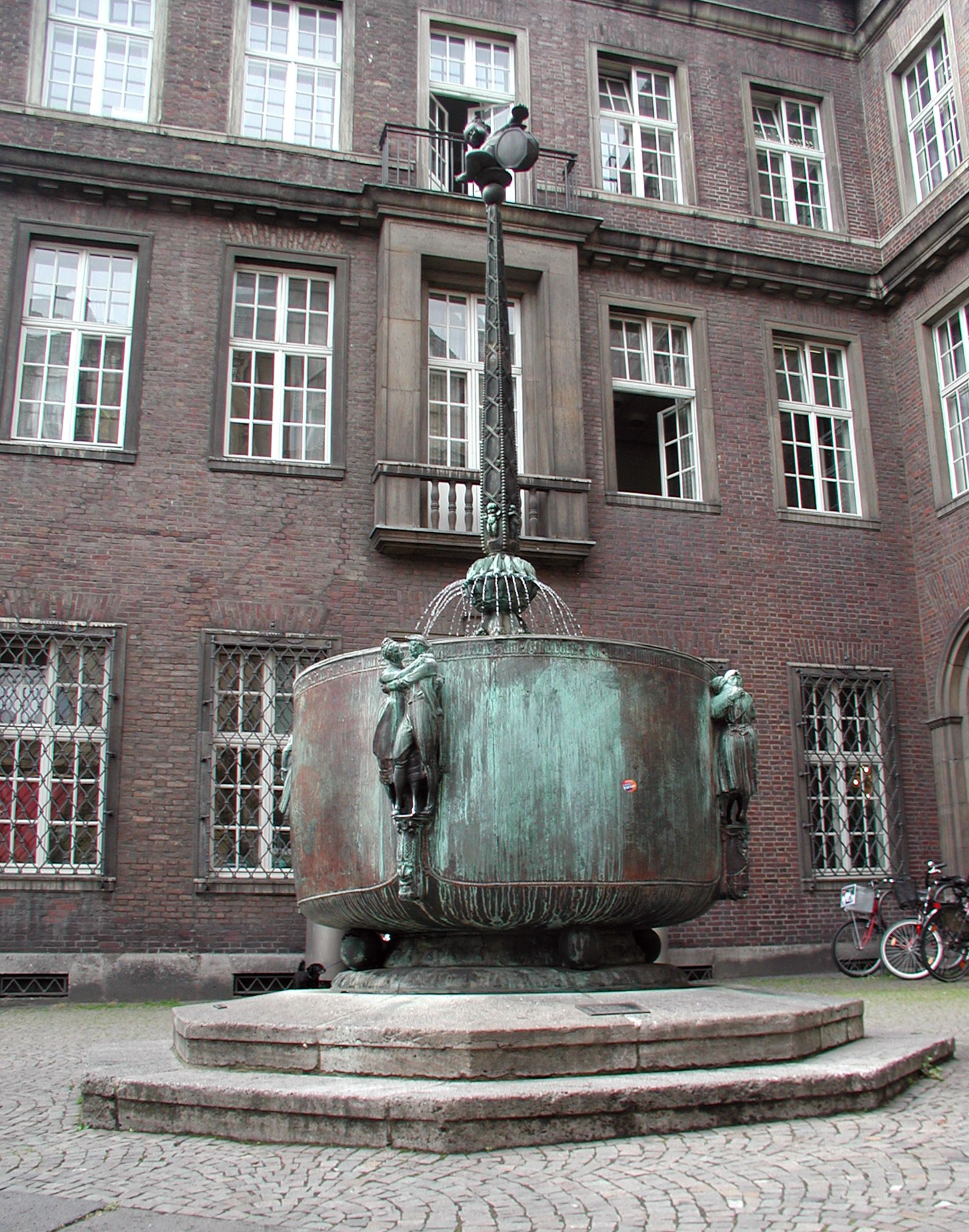
Fastnachtsbrunnen, 2008

Das Haus Neuerburg ist ein unter Denkmalschutz stehendes Baudenkmal am Gülichplatz im Kölner Stadtteil Altstadt-Nord. Es entstand in zwei Bauabschnitten in den Jahren 1921 und 1929 im Auftrag des Kölner Zigaretten-Fabrikanten Heinrich Neuerburg als Sitz dessen Firma Haus Neuerburg.

## Geschichte
Im Jahr 1908 begründeten die Brüder Heinrich und August Neuerburg in Trier die Firma Haus Neuerburg. Die Zigarettenfabrik entwickelte sich bis zum Beginn des Ersten Weltkriegs bereits zu einem rentablen Unternehmen. Nach dem Krieg übersiedelte Heinrich Neuerburg nach Köln. Dort erwarb er einige kleinteilige Hausgrundstücke am Gülichplatz, deren bisherige Aufbauten teilweise gegen Kriegsende bei einem Fliegerangriff zerstört worden waren. Mit der Planung und Ausführung des Geschäftshausneubaus beauftragte er den Architekten Emil Felix, dem er kurz darauf auch den Auftrag für seine Privatvilla Lindenallee in Marienburg übertrug. Von 1921 bis 1923 entstand ein zweiflügeliger Bau von drei Geschossen, der nach Süden und Westen den Gülichplatz abschloss.:4 1928/1929 folgte noch eine Bauerweiterung.:186 Die Bauplastik schuf der Kölner Bildhauer Wolfgang Wallner:4, die schmiedeeisernen Ausgestaltungen Carl Wyland:167. Auf der Platzfläche selbst war bereits im Jahr 1913 der Fastnachtsbrunnen nach einem Entwurf von Georg Grasegger aufgestellt worden.
Heinrich Neuerburg als Inhaber des Familienunternehmens “Haus Neuerburg” bekleidete in den 1920er und 1930er Jahren auch das Amt des Generalkonsuls Griechenlands. Sein Einzugsgebiet umfasste die Regierungsbezirke Köln, Aachen und Koblenz (mit Ausschluss des Kreises Wetzlar) und den oldenburgischen Landesteil Birkenfeld. Seine Amtsgeschäfte führte er vom Gülichplatz aus.
Während des Zweiten Weltkriegs erlitt das „Haus Neuerburg“ vergleichsweise geringe Schäden. Der Wiederaufbau erfolgte von 1947 bis 1950, wobei äußerlich insbesondere die Arkaden am Gülichplatz (Westflügel) und das bisherige Mansarddach auf der Innenhofseite des Westflügels in Fortfall kamen.:186f Seit der zweiten Hälfte des 20. Jahrhunderts dient das Gebäude als Verwaltungsgebäude verschiedenen Dienststellen der Stadtverwaltung Köln. So von 1981 bis 1999 dem Liegenschaftsamt und nach einem Umbau seit 2001 dem Standesamt. Darüber hinaus haben einzelne Fraktionen des Stadtrates dort ihre Büroräume sowie der Förderverein Romanische Kirchen Köln.
Die Eintragung des Gebäudes in die Denkmalliste der Stadt Köln erfolgte am 16. Oktober 1984 (Denkmal Nr. 2686).

## Architektur
Der in seinem Werk „eher traditionsverbundene“:186 Felix entwarf eine stilistisch in Verbindung mit dem Bronzebrunnen Graseggers aufeinander abgestimmte Baugruppe, die optisch das Vorhandensein zweier Bürgerhäuser suggerierte. Bereits zeitgenössisch wurde sie als Meisterleistung bezeichnet. Als Baumaterial wählte er holländische Backsteine, von denen sich der figürliche Schmuck Wallners in Kirchheimer Muschelkalk abhebt.:4 Der westliche Flügel an der Straße „Obenmarspforten“ orientiert sich dabei mehr an älteren Renaissancebauten, der südliche am Gülichplatz an der Fassadenausgestaltung eines Barockpalais. Dominiert wird das Bauensemble von dem schlanken Treppenturm im Innenhof, der als Reminiszenz an die Treppentürme einstiger Kölner Patrizierhäuser erinnert, die im Zweiten Weltkrieg zumeist untergingen und nicht wieder aufgebaut wurden. Ein Pendant findet sich in dem etwas jüngeren Richmodisturm von Paul Bonatz am Neumarkt.:186
Der Architekt und Schriftsteller Gustav Lampmann bemängelte zwar das Vorhandensein des Hauptgesimses zwischen dem 1. und dem 2. Obergeschoss, da letzteres dann ohne einen Mauerabsatz aufgesetzt und so der Baukörper zerrissen würde, doch schrieb er::165 und 167

„Im übrigen aber kann man sich restlos freuen an der feinsinnigen phantasievollen Formgebung … Sie wird aufs glücklichste ergänzt durch die Arbeit des Kölner Kunstschmieds Wyland, dem die Schmiedekunst bester Zeiten wie durch ein Wunder in die Faust gezaubert scheint.“